# Caduta libera (romanzo)
Caduta libera è il secondo romanzo dell'autore russo Nicolai Lilin, pubblicato nel 2010 e scritto in lingua italiana.

## Trama
Nicolai, il protagonista e autore del romanzo, viene coscritto per il servizio di leva di 24 mesi dalle Forze Armate della Federazione Russa per combattere nella Seconda guerra cecena. Avendo avuto uno scontro verbale nella caserma di arruolamento, e per i suoi precedenti con la legge, viene assegnato all'unità più impegnativa, quella dei sabotatori.
In Cecenia Nicolai diventa suo malgrado un eccellente cecchino descrivendo le tecniche usate per abbattere il nemico, per sopravvivere agli scontri e le armi di fabbricazione russa (come il Dragunov) e l'AK-47. Il suo gruppo di azione gode di una speciale autonomia e viene impiegato per le azioni più cruente in posizione avanzata rispetto ad altre unità speciali quali gli Spetsnaz. Nicolai trova nella sua unità una temporanea famiglia che si raccoglie intorno al comandante, il capitano Nosov, veterano della Guerra in Afghanistan. Il gruppo è affiatato ma implacabile e la violenza contro il nemico viene vissuta come necessaria in un contesto bellico senza più regole.
Nel libro il nemico è chiamato genericamente "arabo", sia esso ceceno, afghano, o di altra nazionalità.

## Personaggi
NicolaiIl protagonista e autore del romanzo, allora diciottenne, arruolato suo malgrado nei sabotatori, con precedenti condanne scontate nel carcere minorile. Nel gruppo viene chiamato Kolima.
Tenente Maggiore ZabelinL'istruttore delle reclute. Prende subito a ben volere Nicolai e lo indirizza nel gruppo del suo commilitone e amico Nosov.
Capitano Ivanič NosovIl carismatico comandante del gruppo di incursori di cui Nicolai entra a far parte.
ScarpaIl suo vero nome è Viktor ed è così chiamato per il fatto di non volersi mai togliere le scarpe.
ZenitIl suo vero nome è Aleksandr ed è così chiamato dal nome dell'omonima squadra di calcio, per via della sua passione per questo sport.
MestoloIl suo vero nome è Roman ma è così chiamato per via dell'assonanza del suo cognome con la parola che in russo vuol dire mestolo.
MoscaIl suo vero nome è Paša, è il più anziano del gruppo, ed è così chiamato per via della sua città di provenienza.
CervoIl suo vero nome è Ženja ed è così chiamato per via della sua abilità nella caccia.

## Edizioni
- Nicolai Lilin, Caduta libera, Einaudi, 2010,  p. 323, ISBN 978-88-06-20788-5.